# Vetor coluna
Em álgebra linear, um vetor coluna é uma matriz m × 1, isto é, uma matriz consistente de uma  única coluna de {\displaystyle m} elementos.
{\displaystyle \mathbf {x} ={\begin{bmatrix}x_{1}\\x_{2}\\\vdots \\x_{m}\end{bmatrix}}}
A matriz transposta do vetor coluna é um vetor linha e vice-versa.
O conjunto de todos os vetores colunas formam um espaço vetorial que é o espaço dual para o conjunto de todos os vetores linha.

## Notação
Para simplificar a escrita de vetores colunas em outros textos, algumas vezes eles são escritos como  um vetor linha com a transposta aplicada a ela.
{\displaystyle \mathbf {x} ={\begin{bmatrix}x_{1},x_{2},\dots ,x_{m}\end{bmatrix}}^{\rm {T}}}
Para uma simplificação maior, escritores também utilizam a convenção de escrever ambos vetores coluna e vetores linha como linhas, mas separando os elementos do vetor linha com espaços e os elementos do vetor coluna com vírgulas. Por exemplo, se {\displaystyle x} é um vetor linha, então {\displaystyle x} e {\displaystyle x^{\rm {T}}} podem ser denotados como segue.
{\displaystyle \mathbf {x} ={\begin{bmatrix}x_{1}\;x_{2}\;\dots \;x_{m}\end{bmatrix}}\qquad \mathbf {x} ^{\rm {T}}={\begin{bmatrix}x_{1},x_{2},\dots ,x_{m}\end{bmatrix}}}